# پیشگویی آسمانی (رمان)
پیشگویی آسمانی، یک رمان اثر جیمز ردفیلد (متولد ۱۹ مارس ۱۹۵۰) نویسنده، فیلمنامه نویس و تهیه‌کننده آمریکایی است. دراین کتاب از نه بصیرت نام برده می‌شود و نویسنده در کتاب دیگری بصیرت دهم را فاش می‌کند. جیمز ردفیلد فیلمنامه فیلم سینمایی پیشگویی آسمانی (۲۰۰۶) را بر اساس این رمان نوشته است.

## خلاصهٔ داستان
شارلین به دوست قدیمی‌اش خبر می‌دهد که کتیبه‌ای (دست نوشته ای) در پرو پیدا شده و او می‌خواهد در موردش با وی صحبت کند. وقتی یکدیگر را ملاقات می‌کنند به او می‌گوید که دولت پرو از فاش شدن متن کتیبه برای مردم جلوگیری می‌کند، ولی او با کشیشی ملاقات کرده که به وی گفته کتیبه متعلق به قرن ششم پیش از میلاد مسیح است و تحولی همه‌جانبه در جامعه بشری در دهه‌های پایانی قرن بیستم پیش‌بینی می‌کند. کم‌کم تغییری در بنیاد آگاهی‌ها به وجود می‌آید. تغییری که ماهیت مذهبی ندارد بلکه روحانی ست. کتیبه بخش‌ها یا فصل‌هایی دارد که هر کدام رسیدن به یک بصیرت در زندگی را توضیح می‌دهند که بشر این بصیرت‌ها را یکی پس از دیگری درک می‌کند.

## خلاصه نه بصیرت

### بصیرت اول ــ جمعیت بحرانی
تغییر با رسیدن به بصیرت اول آغاز می‌شود؛ به صورت ناآگاهانه و احساس عمیق بی‌قراری. ما به دنبال چه چیزی هستیم؟ کم‌کم احساس جدیدی نسبت به لحظه‌های متفاوت در زندگی که هیجان‌آور و الهام‌بخش هستند در ما شکل می‌گیرد. اما نمی‌دانیم که این احساس چیست و چطور آن را برای همیشه حفظ کنیم ولی وقتی این احساس از بین برود عدم رضایت و بی‌قراری همراه با یک زندگی عادی ما را در بر می‌گیرد. ما وقتی به بصیرت اول می‌رسیم که در زندگی مفهوم رویدادهای همزمان را درک کنیم. آیا تاکنون شده در مورد کاری که می‌خواستیم انجام بدهیم یا در مرحله‌ای از زندگی‌مان وقوع امری را قبلاً حس کرده باشیم یا یک دریافت ناگهانی ما را از وقوع آن آگاه کرده باشد و کنجکاو شده باشیم که چه اتفاقی خواهد افتاد؟ پس از آنکه این موضوع را از یاد بردیم و همه حواسمان را روی کارهای دیگر جمع کردیم به‌طور اتفاقی چیزی را می‌خوانیم یا با کسی ملاقات می‌کنیم یا به جایی می‌رویم که ما را به سوی همان موقعیتی که به ذهنمان رسیده بود هدایت می‌کند. البته این مطلب جدیدی نیست و همیشه افرادی بوده‌اند که چنین تجربه‌ای داشته باشند، ولی چیز جدیدی که کتیبه به آن اشاره می‌کند این‌ست که در اواخر قرن بیست و اوایل قرن بعدی تعداد این افراد خیلی زیاد می‌شود و به حد جمعیت بحرانی می‌رسد؛ و بعد از آن کل افراد جامعه به‌طور جدی این رویدادها را تجربه می‌کنند. در ضمن کشیش می‌گوید که مقامات کلیسا با کتیبه مخالفت می‌کنند چون مذهب آنان را زیر سؤال می‌برد. پس از این گفتگوها شارلین با پروازی به پرو بر می‌گردد و کنجکاوی دوستش در مورد این کتیبه باعث می‌شود که او هم به دنبال وی به پرو برود.

### بصیرت دوم
دوست شارلین در هواپیما و پرو با دو نفر دیگر آشنا می‌شود که آن‌ها بصیرت دوم را برای او توضیح می‌دهند. بصیرت دوم می‌گوید ما در پایان هزاره دوم به گذشته تاریخی خود بر می‌گردیم و آنچه تا به حال کرده‌ایم و به دنبالش بوده‌ایم را مورد بررسی مجدد قرار می‌دهیم. ما می‌بینیم که در قرون وسطی مذهبیون نتوانستند خواسته‌های ما را ارضا کنند و بعد ما به دنبال گسترش علوم مادی رفتیم و در زمینه علوم دنیایی و مسایل اقتصادی پیشرفت‌های زیادی بدست آوردیم ولی باز این‌ها هم ما را ارضا نمی‌کند و هنوز از خود می‌پرسیم هدف اصلی ما از بودن در این کره خاکی چیست؟

### بصیرت سوم ــ انرژی
دوست شارلین با راهنمایی افراد دیگر به محلی کوهستانی و سرسبز و جنگلی می‌رود که یک مرکز تحقیقات علمی در آن واقع شده‌است که در مورد انرژی تحقیقات انجام می‌دهد.
بصیرت سوم می‌گوید خمیره اساسی و اصلی هستی نوع خاصی از انرژی است که طبق خواسته و انتظار بشر می‌تواند در جهان جریان یافته و سیستم‌های دیگر انرژی را تحت تأثیر قرار دهد. کتیبه پیش‌بینی می‌کند که بشر در پایان هزاره دوم این انرژی را کشف می‌کند و مشاهده این انرژی با توجه بیشتر نسبت به زیبایی‌ها آغاز می‌شود. ادراک زیبایی مثل یک فشارسنج است که به ما نشان می‌دهد تا چه حد به مشاهده واقعی انرژی نزدیک هستیم زیرا به محض اینکه انرژی را مشاهده کنی می‌فهمی که انرژی و زیبایی در یک راستا قرار دارند. اساسی‌ترین خصوصیاتی که ما به یک چیز زیبا نسبت می‌دهیم مشابه هستند. وقتی موجودی به نظر ما زیبا می‌آید معمولاً واقعی‌تر ــ جذاب‌تر و درخشان‌تر به نظر می‌آید. جلب توجه می‌کند ــ تابناک است و در مقایسه با کدورت رنگ موجودات دیگر شفاف‌تر است.
بعد به دیدن گیاهانی می‌روند که در این مرکز تحقیقاتی پرورش داده می‌شوند و به طرز جالبی سالم و به دور از هرگونه آفت و نقصی هستند و برای او توضیح داده می‌شود که این گیاهان تحت مراقبت و توجه مستقیم بوده‌اند، مثل زیر و رو کردن خاک اطراف و مراقبت روزانه. در ضمن وقتی مراقب به‌طور ذهنی روی این گیاهان تمرکز می‌کرد و از آن‌ها می‌خواست که رشد سالم‌تری داشته باشند. این اتفاق رخ می‌داد و چنین گیاهان در مقایسه با گیاهان دیگر که این اعمال روی آن‌ها صورت نمی‌گرفت رشد بهتری داشتند. از طرف دیگر خوردن این چنین گیاهانی باعث می‌شد نیروی جسمانی افراد بیشتر شود.
بعد برای او توضیح می‌دهند که این انرژی قابل رویت است.
بصیرت سوم ذات زیبایی را توضیح می‌دهد و این ادراک را به عنوان راهی که به مشاهده حوزه‌های انرژی توسط بشر می‌انجامد، توصیف می‌کند. وقتی حوزه‌ها را مشاهده کردیم فهم ما از جهان فیزیکی ناگهان تغییر می‌کند. برای مثال شروع به خوردن غذاهایی می‌کنیم که سرشار از انرژی هستند و متوجه می‌شویم که بعضی مکان‌ها انرژی بیشتری گسیل می‌دارند. بیشترین ارسال انرژی در مکان‌هایی که طبیعت کهن دارند بخصوص جنگل‌ها صورت می‌گیرد.

### بصیرت چهارم ــ مبارزه بر سر قدرت
بصیرت چهارم بیان می‌کند که برای مدت طولانی بشر به‌طور ناخودآگاه بر سر بدست آوردن قسمت کوچکی از این انرژی که در واقع در معرض آن قرار داشته رقابت می‌کرده‌است. این علت درگیری‌های بشر در هر سطحی از درگیری‌های کوچک خانوادگی گرفته تا موقعیت‌های شغلی و جنگ بین ملت‌هاست. به همین علت است که ما احساس ناامنی و ضعف می‌کنیم و به ناچار انرژی دیگران را می‌رباییم تا به آرامش دست یابیم. بشر در می‌یابد که از یک منبع بزرگتر انرژی جدا شده‌است و این جدایی باعث می‌شود که احساس ناامنی و ضعف کند.
بصیرت چهارم یعنی نگریستن به جهان به عنوان یک صحنه رقابت بر سر انرژی و قدرت.
وقتی بشر برای نخستین بار به وجود این رقابت پی می‌برد، خیلی زود می‌خواهد ازین درگیری‌ها فراتر رود تا از این رقابت که بر سر انرژی بی‌ارزش انسان رخ می‌دهد رهایی یابد چرا که سرانجام می‌تواند این انرژی را از منبع دیگری بدست آورد.

### بصیرت پنجم ــ پیغام عرفانی
بصیرت پنجم بیان می‌کند که ما می‌توانیم از منبعی دیگر یعنی جهان هستی انرژی را بدست بیاوریم. مثلاً باید غذا را خوش طعم کنیم و طعم و مزه آن را ستایش تا از آن انرژی بدست بیاوریم. اما جذب انرژی از غذا نخستین قدم است. پس از اینکه انرژی ما بدین ترتیب افزایش پیدا کرد نسبت به انرژی موجود در هر چیزی حساس می‌شویم سپس یادمی‌گیریم که این انرژی را بدون خوردن جذب کنیم. همه چیزهای اطراف ما نوع خاصی از انرژی دارند برای دریافت آن باید پذیرا باشیم و ارتباط برقرار کنیم و آن‌ها را ستایش کنیم. وقتی آن‌ها را ستایش می‌کنیم انرژی دریافت می‌کنیم بعد که ستایش کردن را ادامه می‌دهیم به مرحله عشق‌ورزی به آن موجود می‌رسیم و در این مرحله هر زمان که بخواهیم می‌توانیم انرژی را به آن موجود برگردانیم.
وقتی بدین صورت سرشار از انرژی می‌شویم رشد می‌کنیم و به سطح بالاتری از جنبش می‌رسیم و این باعث تکامل جهان هستی می‌شود. تکامل به‌طور ناخودآگاه تا به حال وجود داشته ولی حالا ما می‌خواهیم آن را آگاهانه انجام دهیم.

### بصیرت ششم ــ روشن کردن گذشته
بصیرت ششم می‌گوید هر یک از ما برای تصاحب انرژی نمایشی مخصوص به خود داریم که به وسیلهٔ آن می‌خواهیم بر دیگران تسلط پیدا کنیم. این نمایش‌ها چهار تا هستند.
نمایش منزوی: عقب‌نشینی می‌کنیم در برخورد با دیگران ــ با احتیاط عمل می‌کنیم تا پر رمز و راز جلوه نماییم تا دیگران برای پی بردن به احساس واقعی ما توجه‌اشان به ما جلب شود و از آن‌ها انرژی بگیریم.
نمایش بازجو: وقتی ایرادی پیدا کردیم در دیگران از آن انتقاد می‌کنیم. فرد مورد انتقاد واقع شده متوجه این موضوع و توجه ما به خود می‌شود و دقت می‌کند که اشتباه نکند تا مورد انتقاد قرار نگیرد همین واکنش دفاعی انرژی مورد نیاز افراد بازجو را تأمین می‌کند.
نمایش تهدید کننده: دیگران را به صورت جسمی یا لفظی تهدید می‌کنیم. فرد از ترس اینکه مبادا خطری پیش آید مجبور می‌شود به ما توجه کند و بدین صورت به ما انرژی می‌دهد.
نمایش من ضعیف: وقایع دردناکی را که برایمان اتفاق می‌افتد برای دیگران بازگو می‌کنیم و دیگران را مسؤل رخ دادن آن‌ها معرفی می‌کنیم و می‌گوییم اگر به ما کمک نکنند این وقایع دردناک ادامه خواهند یافت و بدین صورت احساس گناه در آن‌ها به وجود می‌آوریم.
بعضی از ما در شرایط گوناگون از چند نمایش استفاده می‌کنیم ولی بیشتر ما یک نمایش غالب داریم. نمایشی که در زمان کودکی ما بهتر عمل می‌کرده و ما خواهان تکرار آن هستیم.
ما باید بتوانیم خود واقعی‌امان را پیدا کنیم و برای این کار فقط یک راه وجود دارد. هرکدام از ما باید به مکان و زمان کودکی در خانواده‌امان برگردیم و رویدادهای آن زمان را به خاطر بیاوریم. وقتی ما از نمایش خود آگاه شدیم می‌توانیم حقیقت برتر خانواده‌امان را درک کنیم وقتی این حقیقت را دریافتیم زندگی‌امان پر از انرژی می‌شود چراکه می‌فهمیم چه کسی هستیم و چه راهی را در پیش گرفته‌ایم و چه می‌کنیم. چرا من در این خانواده متولد شدم؟
ما فقط زاده‌های فیزیکی پدر و مادرمان نیستیم. ما مخلوقاتی روحانی نیز هستیم. زندگی پدر و مادر ما تأثیر غیرقابل انکاری بر زندگی ما داشته‌است. برای یافتن خود واقعی‌امان باید بپذیریم که خود واقعی ما جایی بین حقایق آنان به وجود می‌آید. به همین علت ما در آن خانواده متولد شدیم تا برداشت کامل‌تری از اعتقادهایشان داشته باشیم. مسیر ما کشف حقیقتی‌ست که تلفیق والاتری از باورهای پدر و مادرهایمان است.
هر کدام از ما باید به تغییرهای مهم زندگی‌امان نگاه کنیم و به معنای واقعی آن‌ها پی ببریم. دوستانی که پیدا کرده‌ایم. کتاب‌هایی که دوست داشتیم و خوانده‌ایم. شغلی که انتخاب کرده‌ایم. رشته تحصیلی که برگزیده‌ایم و …
همه ما در این جهان یک مأموریت روحانی داریم که باید به آن پی ببریم. باید بفهمیم که به راستی چه کسی هستیم.
ما در یک دوره تاریخی به دنیا می‌آییم و برای ادامه زندگی به موضوعی اعتقاد پیدا می‌کنیم. سپس با شخص دیگری که او هم باورهایی دارد یک واحد را تشکیل می‌دهیم. بعد بچه‌ها به دنیا می‌آیند و با افزایش انرژی خود جنبش بیشتری پیدا می‌کنند و بدین ترتیب ما تکامل بیشتری پیدا می‌کنیم.
اینک تفاوت ما با نسل‌های قبلی این است که ما آماده‌ایم تا خودآگاهانه عمل کنیم و این سرعت افزایش انرژی و جنبش و تکامل ما را بسیار زیادتر می‌کند.

### بصیرت هفتم ــ قرار گرفتن در جریان تکامل
وقتی از انرژی درونی سرشار شدیم افکار دیگری ار بخش برتر وجود ما سرچشمه می‌گیرند. این‌ها دریافت‌های ناگهانی ما هستند و احساسات متفاوتی در ما ایجاد می‌کنند. آن‌ها گاهی به صورت خیال‌پردازی و گاهی به صورت رؤیا در ما جلوه می‌کنند.
وقتی به اندازه کافی انرژی گرفتیم آماده می‌شویم تا آگاهانه در مسیر تکامل حرکت کنیم و آن را به جریان بیندازیم تا رویدادهای هم‌زمان را به وجود بیاوریم و آن‌ها ما را به جلو هدایت کنند. ما مسیر تکاملی خود را به گونه‌ای خاص طی می‌کنیم. اول انرژی کافی بدست می‌آوریم بعد مسئله اساسی زندگیمان را به خاطر می‌آوریم ــ همان که پدر و مادرمان به عهده ما گذاشته‌اند ــ چرا که این مسئله مضمون اصلی تکامل ماست. پس از آن با یافتن پاسخ سوال‌های کوچک‌تر و آنی که در زندگی با آن‌ها روبرو می‌شویم بر روی این مسیر تکاملی متمرکز می‌شویم. این سؤال‌ها جزئی از مسئله و سؤال بزرگتر ما هستند و مشخص می‌کنند که ما در کدام مرحله از جستجوی زندگی‌امان هستیم.
زمانی که ما از سوال‌های موجود در مغز در یک لحظه آگاه می‌شویم ادراکات ناگهانی در این زمینه به ما کمک می‌کنند که چه بکنیم و کجا برویم. ما مسیر بعدی را حدس می‌زنیم و این حالت همیشگی‌ست. فقط زمانی‌که سؤال نادرستی در مغز داریم این حالت به وجود نمی‌آید. زمانی که یک دریافت ناگهانی ما را از آنچه بعداً اتفاق می‌افتد، آگاه کرد باید به‌طور کامل هوشیار و دقیق باشیم دیر یا زور رویدادهای همزمان رخ می‌دهند تا ما را در مسیری که از طریق این دریافت‌های ناگهانی مشخص شده‌اند هدایت کنند.
خواب‌ها و افکار ما را هدایت می‌کنند. خیالات یک صحنه و اتفاق را به ما نشان می‌دهند و این برای ما مشخص می‌کند که امکان وقوع این رخداد وجود دارد. اگر دقت کنیم آن وقت می‌توانیم در صورت وقوع این اتفاق با آمادگی با آن روبرو شویم.
وقتی به چیزی فکر می‌کنیم باید دلیل آن را از خود بپرسیم. چرا این فکر الان به مغز من رسیده است؟ چه ارتباطی با مسایل زندگی من دارد؟ در مورد افکار منفی باید بی‌درنگ آن‌ها را کنار بگذاریم و افکار و تصورات خوب را جایگزین‌اشان کنیم.
باید قبول کنیم که هر واقعه‌ای معنایی دارد و در برگیرنده پیامی‌ست که به نحوی با سوال‌های ما در ارتباط است. موفقیت زمانی بدست می‌آید که ما در هر واقعه هر چقدر هم که نامطلوب باشد نقطه‌ای روشن پیدا کنیم.

### بصیرت هشتم ــ اصل اخلاقی بین افراد
با ارسال انرژی به صورت تحسین زیبایی‌های دیگران و ابراز محبت و عشق‌ورزی به افراد دیگر باعث می‌شویم سطح انرژی آن‌ها بالا برود و به‌طور طبیعی انرژی بیشتری به سمت ما می‌آید و بعد آن‌ها پیامی را که برای ما دارند به ما منتقل می‌کنند و ما را در طی مسیر تکاملی‌مان یاری می‌رسانند. به همین خاطر بهترین کاری که برای خود می‌توانیم انجام دهیم این است که به دیگران عشق بورزیم و محبت کنیم تا سرشار از انرژی شوند.

### بصیرت نهم ــ فرهنگ در حال پیدایش
بصیرت نهم می‌گوید ما در آینده در میان درختان پانصد ساله و باغ‌هایی که به دقت محافظت شده‌اند زندگی خواهیم کرد و این در حالی‌ست که به راحتی به شهرها که محصول یک تکنولوژی اعجاب‌انگیز هستند سفر خواهیم کرد. در آن زمان وسایل حیات از جمله مواد غذایی ــ پوشاک و وسایل حمل و نقل خودکار بوده و در دسترس همگان قرار خواهد داشت. نیازهای ما بدون تبادل پول و بدون هیچ گونه کُندی و اهمال به‌طور کامل تأمین خواهند شد.
وقتی انرژی بیشتری می‌گیریم سطح جنبش در اتم‌های بدن ما افزایش پیدا می‌کند و ما سبک‌تر می‌شویم. بعد می‌توانیم از سد میان این جهان و جهان دیگر که از آن جا آمده‌ایم و پس از مرگ به آنجا می‌رویم عبور کنیم. این همان راهی‌ست که مسیح به ما نشان داد. او به قدری انرژی دریافت کرد که سبک شد و روی آب راه رفت و از جهان فیزیکی به سوی جهان روحانی سفر کرد. ما هم می‌توانیم آنقدر انرژی بگیریم و سبک شویم که روی آسمان و عرش خداوندی قدم بگذاریم.